# Universidad Latina de Costa Rica
La Universidad Latina (también conocida como ULatina) es una universidad privada costarricense. Tiene dos sedes centrales: Campus San Pedro ubicada en la zona este de la ciudad de San José, el Campus Heredia que anteriormente era la Universidad Interamericana de Costa Rica se encuentra en Heredia. Además dispone de varias sedes regionales ubicadas en: Grecia, Cañas, Santa Cruz, Guápiles, Pérez Zeledón y Ciudad Neily.

## Historia de Campus San Pedro
La Universidad Latina de Costa Rica sede San Pedro nace en 1979, como centro universitario afiliado a la primera universidad privada nacional la Universidad Autónoma de Centro América; en ese entonces era conocido bajo el nombre de "Colegio Latinum" hasta el año 1989.
El 29 de noviembre de 1989 es reconocida como centro universitario de educación superior por el Consejo Nacional de Enseñanza Superior Universitaria Privada (CONESUP) en la sesión 146-89.
En el año 2005 es adquirida por el consorcio Pro-Educación, hasta junio del 2008 que es adquirida por la red de Universidades privadas : Laureate International Universities
En el 2010 Laureate decide fusionar la Universidad Latina y la Universidad Interamericana con el objetivo de crear un centro de educación superior privada con más alcance a nivel nacional.
En octubre de 2020, la Universidad Latina anunció su afiliación con Arizona State University (ASU), ranqueada en la posición número uno en innovación de los Estados Unidos por seis años consecutivos, según el US News and World Report. Ambas instituciones se enfocarán en potenciar los ejes estratégicos del país como salud, tecnología, desarrollo sostenible y bilingüismo.

## Historia de Campus Heredia
La Universidad Latina de Heredia (Anteriormente: Universidad Interamericana) inició su funcionamiento en el año 1986, inició por ese entonces con 28 estudiantes de Administración de Negocios; para luego implementar carreras a nivel técnico y pregrado. 
En el año 1997 se traslada la universidad a su nuevo y actual campus en Heredia. 
Desde el 2004 es adquirida por la Laureate International Universities. En el año 2007 se amplia sus instalaciones en Torre Mercedes en el Paseo Colón en San José centro. 
En marzo del año 2010 se inicia la fusión entre ambas Universidades indicando lo siguiente: De la unión entre la U Latina y la Interamericana nace la nueva Universidad Latina.
Desde mayo del 2011, imparte un Bachillerato en Gastronomía.
En el 2019 inauguró su nuevo campus en un terreno de 37.000 m2, en total, el área de construcción es de 15.000 m2, cuenta con 700 espacios de parqueo y cumple con los requerimientos de acceso de la Ley 7600, de accesibilidad y salud ocupacional. Alberga 100 espacios formativos, además, una amplia y moderna plataforma de servicios estudiantiles, biblioteca, alrededor de 60 laboratorios equipados con tecnología de punta destinados a las carreras de Ingeniería y arquitectura, también cuenta con habitación modelo para los cursos de hospitalidad, talleres, cocinas, pastelerías, oficinas internacionales, cubículos de estudio y sala Gesell.
Por último, el nuevo Campus también cuenta con consultorios jurídicos y de psicología dedicados a atender a los vecinos de la provincia de Heredia, áreas de esparcimiento y deportivas, lounge, anfiteatro, cafeterías internas y externas, food court, amplias zonas verdes, sala de profesores, consultorio médico, sala de lactancia, todo distribuido en cinco modernos edificios en la totalidad de la sede.  Representó una inversión de $40 millones. 

## Rectoría
La máxima autoridad académica de la Universidad Latina de Costa Rica es el Rector. Dicho cargo lo desempeña actualmente Rosa Maria Monge Monge. Con más de 15 años de experiencia como docente.

## Admisión
Son admitidos los estudiantes que dispongan del Título de Bachiller en Educación Media, este será otorgado al haber aprobado los exámenes nacionales del Ministerio de Educación Pública o su equivalente debidamente autenticado por el Ministerio de Relaciones Exteriores de Costa Rica en caso de ser extranjeros.
Además para optar por entrar en la Facultad de Ciencias de la Salud; es necesario pasar por una entrevista con los decanos de las distintas escuelas de la facultad.

## Sedes
Sedes Centrales:
- Heredia: Campus Heredia
- San José: Campus San Pedro

Sedes regionales de la Universidad:
- Guanacaste: Sede Cañas y Sede Santa Cruz.
- Limón: Sede Guápiles.
- Alajuela: Sede Grecia.
- San José: Sede Pérez Zeledón

## Modalidad de estudio
Todas las carreras de la Universidad Latina de Costa Rica utilizan el sistema cuatrimestral de estudios, con vacaciones de 15 días entre cada cuatrimestre lectivo. Haciendo un total de 1 mes y 15 días de vacaciones por año.

## Oferta Académica
- FACULTAD DE CIENCIAS DE LA SALUD
  - Medicina y Cirugía (acreditada por COMAEM) (acreditada por SINAES)
  - Odontología (acreditada por SINAES)
  - Optometría (acreditada por SINAES)
  - Terapia Física (acreditada por SINAES)
  - Enfermería (acreditada por SINAES)
  - Farmacia (acreditada por SINAES)
  - Trabajo Social
  - Nutrición
  - Psicología (acreditada por SINAES)
  - Biología con énfasis en Ecología y Desarrollo Sostenible (acreditada por SINAES)

Actualmente se cuenta con un moderno edificio para esta Facultad de Ciencias de la Salud, el cual se convierte en un Hospital Simulado único en Costa Rica, donde los estudiantes realizan diferentes tipos de simulación clínica que van desde procedimientos básicos, hasta los más complejos.
- FACULTAD DE ARTE, DISEÑO Y COMUNICACIÓN COLECTIVA*
  - Animación Digital
  - Ciencias de la Comunicación Colectiva y Multimedia
  - Diseño Gráfico
  - Derecho
  - Periodismo
  - Publicidad
  - Relaciones Internacionales
  - Relaciones Públicas
  - Comunicación Digital
  - Comunicación y Mercadeo Digital
  - Producción Audiovisual y Multimedia
  - Arquitectura
  - Diseño y Decoración de Interiores

- FACULTAD DE INGENIERÍAS Y TICS
  - Ingeniería de Sistemas Computacionales
  - Ingeniería de Sistemas de Información
  - Administración de Bases de Datos
  - Ingeniería del Software
  - Seguridad Informática
  - Tecnología de Información para la Gestión de los Negocios
  - Ingeniería en Telemática
  - Ingeniería Civil
  - Ingeniería Electromedicina
  - Ingeniería Electromedicina en Dispositivos Médicos
  - Ingeniería Electrónica
  - Ingeniería Industrial
  - Ingeniería Industrial con énfasis en Logística
  - Ingeniería Industrial con énfasis en Mejora Continua
  - Ingeniería Mecánica y Administración
  - Licenciatura en Computación en la Nube
  - Ingeniería Electromecánica

- FACULTAD DE CIENCIAS SOCIALES
  - Derecho
  - Educación Especial con énfasis en: 
    - Trastornos Emocionales
    - Trastornos de la Comunicación
    - Retardo Mental
    - Terapia del Lenguaje, el Habla y la Voz
    - Educación I y II Ciclo

  - Educación con énfasis en 
    - Integración para Estudiantes con Discapacidad
    - Educación con énfasis en Informática Educativa

  - Educación Preescolar
  - Educación Preescolar Bilingüe
  - Enseñanza de la Informática
  - Enseñanza del Inglés
  - Administración Educativa

- FACULTAD DE EMPRESARIALES Y HOSPITALIDAD*
  - Administración de Negocios
  - Administración de Empresas Hoteleras
  - Administración de Hospitalidad
  - Contaduría y Contaduría Publica
  - Economía
  - Gastronomía
  - Turismo Sostenible

## Centro Internacional de Postgrados
La Universidad Latina de Costa Rica ofrece carreras de Postgrado en las siguientes áreas :
M= Maestría E= Especialidad D= Doctorado
Ciencias de la Salud
1. Endodoncia (E)
2. Psicología Clínica (M Profesional)
3. Psicología Industrial y Organizacional

Ingenierías y Arquitectura
Telemática (M)
Ciencias Económicas y Administrativas
1. Administración de Negocios (M), énfasis en: 
  1. Mercadeo
  2. Finanzas
  3. Gerencia
  4. Gerencia Industrial
  5. Recursos Humanos
2. Comunicación y Mercadeo (M)
3. Auditoría en Tecnología Informática (M)
4. Ciencias Económicas y Empresariales (D)
5. Psicología Industrial y Organizacional (M)
6. Gerencia de Proyectos (M) acreditado por el Global Accreditation Center (GAC) del Project Management Institute.

Ciencias Sociales
1. Derecho Notarial y Registral (M y E)
2. Derecho Penal (M)
3. Derecho Internacional Privado (M)
4. Derecho Comercial (M)
5. Derecho Laboral (M)
6. Derecho de Familia (M)
7. Resolución Alterna de Conflictos (E)

Ciencias de la Educación
1. Educación con énfasis en (M Profesional):
  1. Administración Educativa
  2. Curriculum
  3. Evaluación Educativa
  4. Enseñanza del Inglés
2. Psicopedagogía (M Profesional)